# Никольский, Павел Александрович
Павел Александрович Никольский (9 [20] января 1794 — 29 сентября [11 октября] 1816) — русский писатель, переводчик и редактор первой четверти XIX века.

## Биография
Родился 9 (20) января 1794 года.
Обучался в Горном кадетском корпусе, превосходно владел французским и английским языками, а также занимался литературной деятельностью и был редактором журналов во время правления Александра I. Никольский совместно с Александром Измайловым в 1810 году издавал журнал «Цветник», где публиковал свои переводы и рецензии, а также в 1814—1815 годах был издателем журнала «Пантеон русской поэзии». Зная языки, он занимался переводами романов с английского и французского. Также Никольский написал ряд статьей, одна из них — «Об оде» («Сын Отечества». — 1815. Кн. 21.).
Умер 29 сентября (11 октября) 1816 года. Был похоронен на Смоленском православном кладбище; могила утрачена.